# فترة كاماكورا
فترة كاماكورا (باليابانية: 鎌倉時代، تلفظ كاماكورا جدايّ) امتدت ما بين (1185-1333 م.) من فترات التاريخ الياباني. عرفت هذه الفترة ولأول مرة نظام حكم جديد، أصبح الشوغون الحاكم الأول في البلاد فيما انحسر دور الإمبراطور أكثر. تعتبر الهزيمة التي منيت بها عشيرة التائيرا في معركة دان نو أورا (1185 م) الحدث الفاصل بين فترة هييآن التي انقضت وفترة كاماكورا التي تلتها. انتهت مع الفترة السابقة الفترات التاريخية القديمة للبلاد، وبدأت مرحلة العصور الوسطى.

## فترة وصاية شوغون وهوجو على العرش
تمثل فترة كاماكورا إرهاصة مرحلة الانتقال من الأنظمة الاقتصادية القائمة على زراعة الأرض إلى تركيز التقنيات العسكرية المتطورة في أيدي طبقة مقاتِلة متخصصة. استلزم الأسياد الولاء التام في خدمات أتباعهم، الذين مُنحوا إقطاعات خاصة بهم كمكافأت. مارس هؤلاء الإقطاعيون حكمًا عسكريًا محليًا في إقطاعاتهم.
بعد أن أرسى ميناموتو يوريتومو دعائم سلطته، أسس حكومة جديدة في موطن عائلته بكاماكورا. أطلق على حكومته تسمية باكوفو (أي، حكومة الخيمة)، ولكن بسبب منح الإمبراطور غو-توبا ليوريتومو لقبًا عسكريًا رفيعًا وعريقًا، سي-ي تايشوغون، فعادةً ما يُشار إلى هذه الحكومة في الأدبيات الغربية باسم حكومة شوغون. احتذى يوريتومو نمط عشيرة فوجيوارا في حُكم العائلة وكان لديه هيئة إدارية ماندوكورو، وهيئة من الحاشية ساموراي-دوكورو، وهيئة تحقيق مونشوجو. على إثر مصادرته إقطاعات في وسط وغرب اليابان، عيّن يوريتومو مفوضين لتلك الإقطاعات وحكامًا للمقاطعات. بحكم منصبه العسكري الرفيع شوغون، فقد عمل يوريتومو كبيرًا للمفوضين وقائدًا عسكريًا عامًا. لم تكن وصاية شوغون نظامًا وطنيًا، على أي حال، ورغم سيطرتها على مساحات شاسعة من أراضي اليابان، فقد لقي المفوضون مقاومة شرسة لحكمهم. استمر النظام بحربه ضد عشيرة فوجيوارا الشمالية، ولكنه لم يتمكن من إخضاع الشمال أو الجنوب تحت سيطرته العسكرية التامة. ومع ذلك، ففي العام 1189 هزم يوريتومو القائد الرابع لعشيرة فوجيوارا الشمالية، فوجيوارا نو ياسوهيرا، وبهذا انتهت فترة ازدهار الشمال التي استمرت لمئة عام. كان مقر البلاط الإمبراطوري القديم في كيوتو، واستمر نفوذه على الأراضي التي خضعت له، في حين وجدت العائلات العسكرية التي تشكلت حديثًا في كاماكورا مكانًا أكثر جاذبية للاستقرار.
رغم زخم البداية القوي، فشل يوريتومو في ترسيخ قيادة عائلته بصورة دائمة؛ إذ استمرت الخلافات البينية ضمن عائلة ميناموتو، مع أن يوريتومو قد تخلص من جميع المنافسين لسلطته. عند وفاة يوريتومو المفاجئة في العام 1199، تقلّد ابنه ميناموتو نو يوريي منصب شوغون والقائد الرمزي لعائلة ميناموتو، ولكنه لم يستطع فرض قيادته على العائلات المحاربة الأخرى في الشرق. مع بدايات القرن الثالث عشر، تأسست وصاية على العرش للشوغون على يد هوجو توكيماسا، من عشيرة هوجو، وهي فرع لعائلة تايرا التي كانت قد تحالفت مع عائلة ميناموتو في العام 1180. نُصب قائد هوجو قائدًا للشوغون، وأُطلق عليه في تلك الفترة اسم شيكين، وفيما بعد، أُنشئت مناصب حظي أصحابها بنفس السلطة، ولكن تحت اسم توكوسو ورينشو. عادةً ما كان شيكين هو نفسه توكوسو ورينشو. في ظل حُكم هوجو، أصبح الوصي على العرش الشوغون مجرد شخصية رمزية لا تتمع بأي سلطة.
مع تحوّل منصب حامي الإمبراطور (شوغون) إلى منصب شكلي، دبت الخلافات بين كيوتو وكاماكورا، وفي العام 1221 نشبت حرب جوكيو بين الإمبراطور المنعزل غو-توبا والوصي الثاني على العرش هوجو يوشيتوكي. انتصرت قوات هوجو بكل سهولة في الحرب، وأُخضع البلاط الإمبراطوري لحكم الشوغون المباشر. بالتالي، اكتسب مفوضو الشوغون سلطات مدنية أكبر، واضطر البلاط الإمبراطوري لطلب موافقة كاماكورا قبل اتخاذ أي إجراء. لم يمنع غياب السلطة السياسية من احتفاظ البلاط الإمبراطوري بسيطرته على مساحات شاسعة من الإقطاعات.
تحققت عدة إنجازات إدارية مهمة خلال فترة وصاية هوجو على العرش. في العام 1225، أسس الوصي الثالث على العرش هوجو ياسوتوكي مجلس الدولة، الذي مهّد الطريق للقادة العسكريين لممارسة السلطة القضائية والتشريعية في كاماكورا. ترأس الوصي على العرش هوجو المجلس الذي كان شكلًا ناجحًا من أشكال القيادة الجماعية. عكس اعتماد أول قانون عسكري ياباني، غوزيباي شيكيموكو، في العام 1232 عكس التحول العميق من سلطة البلاط إلى المجتمع المعسكر. مع أن الممارسات القضائية في كيوتو ظلت قائمة على المبادئ الكونفوشية المُرساة قبل 500 عام من تاريخه، كان القانون الجديد وثيقة شديدة التقيد بحرفيته؛ شدّدت على واجبات المفوضين والحكام المحليين، وطرحت وسائل لفض النزاعات على الأراضي، ووضعت لوائح تحكم عمليات التوريث. كان القانون واضحًا ووجيزًا، وفرض عقوبات على المخالفين لشروطه، وبقيت أجزاء منه سارية المفعول على مدار الـ635 عامًا التالية.
كما هو متوقع، فإن أدبيات تلك الفترة تنقل صورة عن الطبيعة المضطربة لذلك الزمان. يصف هوجوكي الاضطرابات في تلك الفترة من ناحية المفاهيم البوذية عن الفناء وغرور مشاريع البشر. تروي قصة الهائيكي كيفية صعود وانهيار حكم تيارا، وتمتلئ بقصص الحروب ومآثر الساموراي. أما الاتجاه الأدبي الثاني الذي كان سائدًا، يعتبر استمرارًا لمجموعات الشعر في سلسلة شين كوكين واكاشو، التي شهدت إصدار عشرين مجلدًا بين عامي 1201 و1205.

## توسّع التعاليم البوذية
خلال فترة كاماكورا، تأسست ستة مدارس بوذية جديدة (يصنّفها الدارسون باسم «البوذية الجديدة» أو شين بوكيو):
- هونين (1133 – 1212) أسس مدرسة بوذية الأرض الطاهرة الياباني أو جودو-شو.
- شينران (1173 – 1263) أسس طائفة جودو شينشو.
- إيساي (1141 – 1215) أسس مذهب زين رينزاي.
- دوغين (1200 – 1253) أسس مذهب زين سوتو.
- نيشرين (1222 – 1282) أسس مذهب نيشرين.
- إبين (1239 – 1289) أسس فرع جي-شو لمدرسة بوذية الأرض الطاهرة.

في هذه الفترة، استمرت المدارس الموجودة سابقًا بالازدهار، والتكيف، وممارسة التأثير: وهي مدرسة تينداي، التي أسسها سايتشو (767 – 822)، ومدرسة شنيغون التي أسسها كوكاي (774 – 835)، والمعابد الكبرى في نارا؛ والتي يصنّفها الدارسون بمجموعها باسم «البوذية القديمة» أو كيو بوكيو. على سبيل المثال، درس جميع المصلحين الستة المذكورين أعلاه في فترة ما من حياتهم في مدرسة تينداي الواقعة في جبل هيه.

### «البوذية القديمة» (كيو بوكيو)
طوال فترة كاماكورا، واصلت الطوائف البوذية الأقدم، بما فيها مدارس شينغون، وتينداي، ومدارس معبد نارا، مثل كيغون، وهوسو، وسانرون، وريتسو، واصلت انتشارها وتكيفها مع الاتجاهات السائدة في عصرها.
في بداية فترة كاماكورا، اكتسبت أديرة جبل هيه سطوة سياسية، وهو ما شكّل جاذبية بشكل رئيسي لأولئك القادرين على الاضطلاع بالدراسة المنهجية لتعاليم المدرسة. استمرت طائفة شينغون بطقوسها الباطنية في تلقي الدعم أساسًا من العائلات النبيلة في كيوتو. على كل حال، طغت الشعبية المتزايدة مدارس «كاماكورا» الناشئة على المدارس القديمة، وخصوصًا أنها وجدت لنفسها أتباعًا في صفوف حكومة كاماكورا والساموراي المنضوين تحتها.
اتسمت الأزمنة التي شهدت بداية فترة كاماكورا بالصراعات السياسية والعسكرية، والكوارث الطبيعية، والعلل الاجتماعية التي تُعزى إلى حلول عصر الانحطاط، كما هو مذكور في التعاليم البوذية. أدى النظام الاجتماعي الآفل للاستقراطية والصاعد للطبقات العسكرية والزراعية إلى ظهور أشكال دينية جديدة، أصلية وبوذية وافدة مع استمرار التأثيرات الهندية والصينية. إضافة إلى ما سبق، فإن نظام الإقطاع شوين ذي الجذور الممتدة إلى تلك الفترة قد أفضى إلى زيادة في الرخاء وتعلم القراءة والكتابة لدى الفلاحين، ما أدى بدوره إلى المزيد من الدعم المالي المقدّم إلى أساتذة البوذية ودراساتهم.

### «البوذية الجديدة» (شين بوكيو)
المؤسسان الأوائل لمدارس بوذية كاماكورا هما هونين وشينران، اللذان شدّدا على الإيمان كاعتقاد وعمل، لا مجرد التزام بالمظاهر.
في أواخر القرن الثاني عشر، سافر دوغين وإيساي إلى الصين، ولدى عودتهما إلى اليابان، أسسا في مذهب زين مدرستي سوتو ورينزاي على التوالي. رفض دوغين أي صِلات بالسلطات اللادينية، بينما سعى إيساي حثيثًا إلى إنشاء علاقات معها. في حين أن إيساي آمن بأن تعاليم زين قادرة على إعادة إحياء مدرسة تينداي، فإن هدف دوغين تمثّل في مُطلق لا يوصف، بتعاليم زين طاهرة لا ترتبط باعتقادات ولا ممارسات مدرسة تينداي أو غيرها من المدارس البوذية التقليدية، وتشتمل على توجيهات قليلة لإرشاد الناس بالكيفية المُثلى للعيش في عالم علماني.

## الميناموتو والنظام الجديدة
بعد هزيمة عشيرة الـ«تائيرا»، أحكم «ميناموتو نو يوريتومو» (源頼朝) قبضته على البلاد. بدأ بالتخلص من أخيه (راجع: ميناموتو نو يوشي-تسونه) ثم أخذ يشن حملات متتالية على أعدائه حتى دانت له البلاد مع حلول سنة 1189 م. بدأت مدينة «كاماكورا» (鎌倉) شرقي البلاد، وبعيداً عن تأثير البلاط الإمبراطوري، تعرف نوعا جديدا من السلطة، سلطة دنيوية في مقابل سلطة الإمبراطور الدينية، تستمد هذه السلطة الجديدة شرعيتها من كونها مقرَة من طرف الإمبراطور نفسه، كان الإمبراطور بحاجة إلى ذلك ليحمي نفسه من الغوائل ويتجنب تبعات السلطة. ابتداءً من هذا العهد صار المؤرخون يسمون الفترات التاريخية باسم المكان الذي يحتضن بلاط الـ«شوغونات» -و ليس الأباطرة كما جرت العادة-، فالسلطة الفعلية للبلاد أصبحت في أيدي هؤلاء، وعلى هذا سميت هذه الفترة باسم كاماكورا (鎌倉時代) وهي المدينة التي احتضنت البلاط الثاني.
في العام 1192 م. خلع الإمبراطور على «ميناموتو نو يوريتومو» (源頼朝) لقب «سيئي-تائي-شوغون» (征夷大将軍) أو «قائد الذين يحاربون البرابرة»، اختصر اللقب فيما بعد إلى «شوغون» (و في بعض الترجمات العربية «شوجون»). عرفت الحكومة أو السلطة الجديد باسم «باكوفو» (幕府) أو «حكومة الخيمة». كانت مدينة «كاماكورا» العاصمة الجديدة لهذه الحكومة. أرسى العهد الجديد قواعد إقطاعية جديدة ظلت سائدة حتى الفترة الحديثة.

## هيمنة الهوجو
لم تعمر عشيرة الـ«ميناموتو» في الحكم طويلا. مع حلول سنة 1219 م خلت الساحة من أي من أبناء هذه العائلة ممن تتوفر فيهم أهلية للحكم. كانت الفرصة سانحة أمام عشيرة زوجة «ميناموتو» أو الـ«هوجو» (北条氏)، فتمكنت من الاستيلاء على لقب «الوصي» والذي أصبح حسب الأعراف الجديدة وراثياً، بقي اللقب بين أيدي هذه العشيرة حتى سنة 1333 م. أصبح الـ«هوجو» يفرضون وصايتهم على الـ«شوغونات»، والذين كانوا بدورهم أوصياء على الأباطرة في «كيوتو». عرفت الفترة «اضطرابات عهد جوكيو» (承久の乱)، حاول خلالها الإمبراطور «المنعزل» «غو توبا» أو «توبا الثاني» (後鳥羽天皇) أن ينقلب على نظام «الشوغونات». فشلت المحاولة وكان من نتائجها أن تعززت سلطة «الشوغونات» أكثر بينما اهتزت صورة السلطة «الإمبراطورية» عند الشعب. قام هؤلاء بعدها بسن قانون مدني ثم جنائي من واحد وخمسين نصاً، ظل القانون معمولا به حتى نهاية القرن الرابع عشر.

## الغزو المغولي
على مدى أكثر من مائة عام، سيطر الـ«هوجو» على كل شيء تقريبا. قام ولاة ورجال هؤلاء في المقاطعات بدورهم بتثبيت وجودهم وهيمنتهم وشكلوا طوائف عسكرية جديدة. في سنة 1274 م. كان المغول قد أتموا سيطرتهم على الصين وكوريا، فحاولوا أن يخضعوا اليابان. إلا أن المقاومة الشرسة التي أبداها اليابانيون (و الذين وضعوا ولو لفترة خلافاتهم جانباً) من جهة والمقادير التي سلطت عاصفة بحرية هوجاء على الأساطيل المغولية على مرتين، كل ذلك أثنى المغول عن فكرة غزو الأرخبيل. بقيت الذاكرة الشعبية تحتفظ بهذه الذكرى، فأطلق اليابانيون على هذه الرياح اسم «الرياح الربانية» أو «كامي-كازي» (神風) وكلمة «كامي» (神) تطلق في اليابان على الموجودات الطبيعية التي يعتقد أن روحا عظيمة تسكنها، وقد تترجم أحيانا بلفظ «آلهة»، وتنحدر هذه الكلمة من الديانة الأصلية للبلاد أو «الشنتو» (神道).

## فترتي «استعراش كنمو» ثم «نان بوكوشو»
بعد جلاء المغول عن البلاد، بدأت مشاكل جديدة تطفوا على السطح. تركت الحروب الطاحنة نظام الـ«هوجو» هشا ودون موارد. كان الإمبراطور المنفي «غو دائي-غو» (後醍醐天皇) قد توج سنة 1318 م. ثم نفي بسبب محاولته الإطاحة بنظام الـ«شوغونات»، قرر هذا الأخير وهو في المنفى أن يعيد الكرة، مستغلاً حالة الضعف التي يمر بها النظام، بدأ يجمع حوله الرجال استعدادا لحركة الانقلاب. كان أول من انظم إليه «أشيكاغا تاكا-أوجي» (足利 尊氏) ح (1305-1358 م.)، سيد عشيرة الـ«أشيكاغا» وأحد القادة الحربيين الذين كلفهم الـ«هوجو» باستعادة السيطرة على البلاد. نجحت المحاولة وتم قلب نظام الـ«شوغونات» وعادت السلطة إلى الإمبراطور «غو دائي-غو»، عرفت هذه الفترة باسم «استعراش كنمو» (إعادة إلى العرش) س (1333-1336 م.)، إلا أنها لم تعمر طويلاً وانتهت بعد ثلاث سنوات (من 1333 وحتى 1336 م.).
كان «أشيكاغا تاكا-أوجي» (足利 尊氏) طموحا جدا، ويبدو أن الإمبراطور أهمل هذا الجانب فلم يقدره كما كان يريد. انتهى الأمر بأن طرد الأخير من عاصمته سنة 1336 م. وتم تعيين إمبراطور جديد، ثم تلقى «أشيكاغا تاكا-أوجي» مهامه الجديدة كـ«شوغون» ابتداءً من 1338م. اتجه الإمبراطور المعزول «غو دائي-غو» إلى مناطق الجبال جنوب نارا، وأسس بلاطا ثانيا موازيا. كان هذا الحدث بداية الحرب الأهلية بين البلاطين وقد أطلق المؤرخون على هذه الفترة اسم «نان بوكوتشو» أو «فترة البلاطين الجنوبي والشمالي» س (1336-1392 م.)، انتهت الفترة سنة 1392 م. عندما تصالح الـ«شوغون» مع البلاط الجنوبي وقررا توحيد المملكة من جديد.

## الحياة الفكرية
كانت صورة اليابان في هذه الفترة (فترة المحاربين) أكثر بأساً وأكثر عنفاُ من سابقتها. على أن هذا لم يخفِ الجوانب الأخرى من هذه الحضارة والتي عرفت عهدا مشرقاُ. في الجانب الأدبي، يبدو أن الصراع بين عشيرتي (أو طائفتي) «التائيرا» و«الميناموتو»، ثم السقوط المفجع لأولاهما، هذه الأحداث أوحت نوع جديد من الكتابة، قائم على الملاحم والبطولات. من أبرز وأهم الشاهد على هذا الاتجاه، «قصة الهييكه» أو «هييكه مونوغاتاري» (平家物語) ح 1220 م. كما أن الشعر عرف دفعة جديدة، مع ظهور تصانيف جديدة، والتي كرسها شعراء كان من بينهم «غو توبا» (後鳥羽天皇) الإمبراطور أو «فوجي-وار نو سادائي». كان التيار الثقافي ه متابعة للشعر الإمبراطوري بتأليف شين كوكين واكاشو الذي ألف على 12 مجلد بين 1201 و 1205.

## الحياة الدينية
عرفت قترة «كاماكورا» حيوية جديدة في الحياة الدينية. قامت العديد من الطوائف الجديدة التي طغت على المدارس الدينية القديمة من أمثال «تنداي» و«شنغون»، كانت هذه الطوائف تدعوا إلى اختصار المعتقدات والشعائر إلى درجات أبسط من سابقتها والتي اختصر أصحابها في أبناء الطبقة الأرستقراطية. كان هدف هذه الحملة تشجيع الناس ممن لا يؤمنون بالمعتقدات البوذية، على اعتناق هذه العقيدة. من بين هذه الطوائف والتيارات، أتباع «آميدا» (أو بوذا على مذهب أهل اليابان)، والتي تم تطوير معتقداتها من طرف الراهبين «جنكو» و«شنران» (親鸞) ح (1173-1262). تقول هذه المعتقدات ببعث الأتباع من هذه الطائفة علي أرض طاهرة بشرط إيمانهم بسلطة «آميدا». انتشرت هذا المذاهب بسرعة وسط الفئات الشعبية. في نفس الفترة تقريبا، قامت الطبقة من الرجال المحاربين باعتناق مذهب «زن» (禅) البوذي، وقد ساعدت المعتقدات والفلسفة التي كانت يدعو إليها هذا المذهب هؤلاء المحاربين في تقوية روحهم القتالية أثناء وجودهم على ساحة القتال. تفرعت بعدها طائفتين عن هذا المذهب، الأولى «رِن زائي» (臨済)، أسسها الراهب البوذي «ميوآن إئيسائي» (明菴栄西)، الثانية «سوتو» أو «سوتو-شو» (曹洞 宗)، أسسها الراهب «دوجن زنجي» (道元 禅師). ثم سنة 1253 م. قامر راهب آخر هو «نيشيرن» بإنشاء طائفة أخرى هي «اللوتس» (نسبة إلى الزهرة بهذا الاسم) أو «نيشي رن» (日蓮)، والتي كان لأتباعها دور سياسي أثناء هذه الفترة.